# 319 км (зупинний пункт, Придніпровська залізниця)
319 км — пасажирський зупинний пункт Запорізької дирекції Придніпровської залізниці на неелектрифікованій лінії Пологи — Комиш-Зоря між станцією Магедове (8 км) та зупинним пунктом Платформа 323 км (5 км). Розташований за 3 км від села Гусарка Пологівського району Запорізької області. 

## Пасажирське сполучення
До повномасштабного російського вторгнення в Україну (3 2022) на зупинному пункті 319 км курсували щоденно дві пари на день приміських поїздів за напрямком Пологи — Комиш-Зоря:
| Рух приміських поїздів по зупинному пункту 319 км (до лютого 2022 року) |                     |                          |
| №                                                                       | Маршрут сполучення  | Періодичність курсування |
| 6855                                                                    | Комиш-Зоря — Пологи | Щоденно                  |
| 6856                                                                    | Пологи — Комиш-Зоря | Щоденно                  |
| 6857                                                                    | Комиш-Зоря — Пологи | Щоденно                  |
| 6860                                                                    | Пологи — Комиш-Зоря | Щоденно                  |